# Emil Bokšay
Emil Bokšay, také Emilian Bokšaj nebo (maďarsky Boksay Emil) (15. září 1889 Kobylecka Poljana – 8. května 1976 Košice) byl řeckokatolický kněz, novinář, lexikograf, učitel, sociální aktivista rusínské orientace na Podkarpatské Rusi, bratr malíře Jozefa Bokšaye.

## Život
Studoval na mukačevském gymnáziu a budapešťském teologickém semináři (1907–1909). Dne 20. prosince 1914 byl v Užhorodě vysvěcen na kněze, vysvětil jej mukačevský biskup Anton Papp. Za první světové války působil jako kaplan v Mukačevu. Po rozpadu Rakouska-Uherska se aktivně zapojil do politického života Podkarpatské Rusi. V letech 1935–1938 byl zakladatelem a redaktorem rusínských novin Nedelja Mukačevské řeckokatolické diecéze. V letech 1918 až 1944 byl profesorem teologie na užhorodském gymnáziu. Byl autorem řady rusínsky psaných učebnic. Na konci druhé světové války (1945) emigroval na Slovensko, kde prožil zbytek života. Důvodem emigrace byl ateismus a ukrajinizace na Podkarpatské Rusi.
Na Slovensku působil v Jasenově (1945 až 1947). V roce 1947 spolupracoval na znovuzřízení farnosti v Sobrancích. Od 26. října 1948 do 19. listopadu 1948 byl internován v pracovním táboře v Ilavě. Odmítl přestoupit k pravoslavné církvi.

## Dílo
Ještě ve 20. letech 20. století publikoval sérii článků v časopisech Nauka a Svoboda. Spoluredigoval řeckokatolická periodika Blagovestnyk a Dušapastyr. V roce 1935 začal vydávat nepolitický měsíčník Nedělja. Napsal a vydal řadu středoškolských učebnic převážně s teologickou tematikou, což úzce souviselo s potřebami jeho mnohaleté pedagogické práce: Základy pravdy víry (katechismus); Dějiny Starého zákona; Dějiny svaté katolické církve a Mukačevské diecéze; Dějiny Nového zákona; Liturgická božská liturgie aj. Největší oblibu a další vydání si vysloužila modlitební knížka „Modleme se k Pánu“, kniha „Pokračujte s bázní Boží a vírou“, učebnice Liturgie a katechismus, které byly rovněž vydány v Prešově.
Ve spolupráci s Mychajlem Braščaikem a Júliem Révayem vydal v roce 1928 v Užhorodu Magyar-ruszin szótár / Maďarsko-rusínský slovník.